# アジール
アジールあるいはアサイラム（独: Asyl、仏: asile、英: asylum）は、歴史的・社会的な概念で、「聖域」「自由領域」「避難所」「無縁所」などとも呼ばれる特殊なエリアのことを意味する。古代ギリシア語の「ἄσυλον（ásylon：侵すことのできない、神聖な場所）」を語源とする。具体的には、おおむね「統治権力が及ばない地域」ということになる。現代の法制度の中で近いものを探せば在外公館の内部など「治外法権（が認められた場所）」のようなものである。

## 概説
歴史的には、当初は統治権力は存在せず、全ての場所が（のちに言うところの）アジールであった。統治権力は、徐々にその支配領域を広げていったが、多くの場所が統治権力の支配下となっても、いまだその支配を受けない場所が、あちこちにとびとびに残された。この段階になってはじめて、アジールは後に歴史研究におけるテーマとして注目されるものとなった。
アジールとされた地域には、教会、神社、仏閣などの宗教的聖地の要素を持つ場所や、市場など複数の権力が入り混じる自由領域・交易場所などがあった。商業都市も、武力を背景とした統治権力に対抗する「自治都市」として強いアジール性が認められた場合がある。単に「統治権力が及ばない地域」というだけではなく、「大きな統治権力と小さな統治権力がせめぎあった結果、大きな統治権力の実効支配が否定されている地域」と理解することもでき、統治権力が大きく統合されていく過程で生じた過渡的な現象ということもできる。
アジールは、大きな統治権力の側から見た場合に自らの力が及ばない好ましくない場所であった。そのため、統治権力の側はアジールを否定して支配することに熱意をそそいだ。力による制圧のほか、一定の自治権を統治権力の側が認め許したという様式を整える・寺社などの場合には権力者が自らの菩提寺としたり庇護を与えるなどして特権を認めるなどのさまざまな方法で懐柔して取り込み、結果としてアジール性を失わせるといった方法も取られた。こういった圧力の結果、時代が下るにつれアジールは徐々に狭められていく傾向にあった。国家の隅々まであまねく統治権力が及ぶとされる近代国家では、アジールは滅び原則として存在しない。ただし、外国政府の大使館など在外公館の内部には統治権力が及ばないためアジールに近いものである。
日本におけるアジール研究は、歴史学者の平泉澄が先鞭をつけた。平泉は初期の論文『中世に於ける社寺と社会との関係』の中で「アジールは人類発達の或る段階に於て、一般に経験する所の風習又は制度」と述べている。この発想は中田薫・網野善彦・伊藤正敏らに引き継がれ、何をアジールと認識すべきか、そのアジールを支えてきた制度がどのように変遷してきたか、などが徐々に明らかになってきている。